# Tomáš Ujfaluši
Tomáš Ujfaluši (Rýmařov, República Checa, 24 de marzo de 1978) es un exfutbolista checo. Jugó de defensa y su último equipo fue el Sparta de Praga de la Liga de Fútbol de la República Checa.
Comenzó su carrera en el Sigma Olomouc de su país natal, desde el que fue traspasado al Hamburgo alemán. Allí consiguió una Copa de la Liga en 2003. Al año siguiente firmó para la Fiorentina, donde jugó a gran nivel durante cuatro temporadas, al punto que en 2016, con motivo de la celebración de los 90 años de la institución viola, fue premiado como el mejor defensor en la historia del club.
En 2008 fichó por el Atlético de Madrid, con el que consiguió una Europa League y una Supercopa de Europa en 2010. En 2011 fichó por el Galatasaray de Turquía y obtuvo dos Ligas y una Copa en dos temporadas.
Fue internacional checo y disputó el Mundial en 2006 y dos Eurocopas, en 2004 y 2008. En la Euro 2004 disputada en Portugal, la selección checa alcanzó las semifinales y finalizó el torneo en tercer lugar.

## Trayectoria

### Primeros equipos

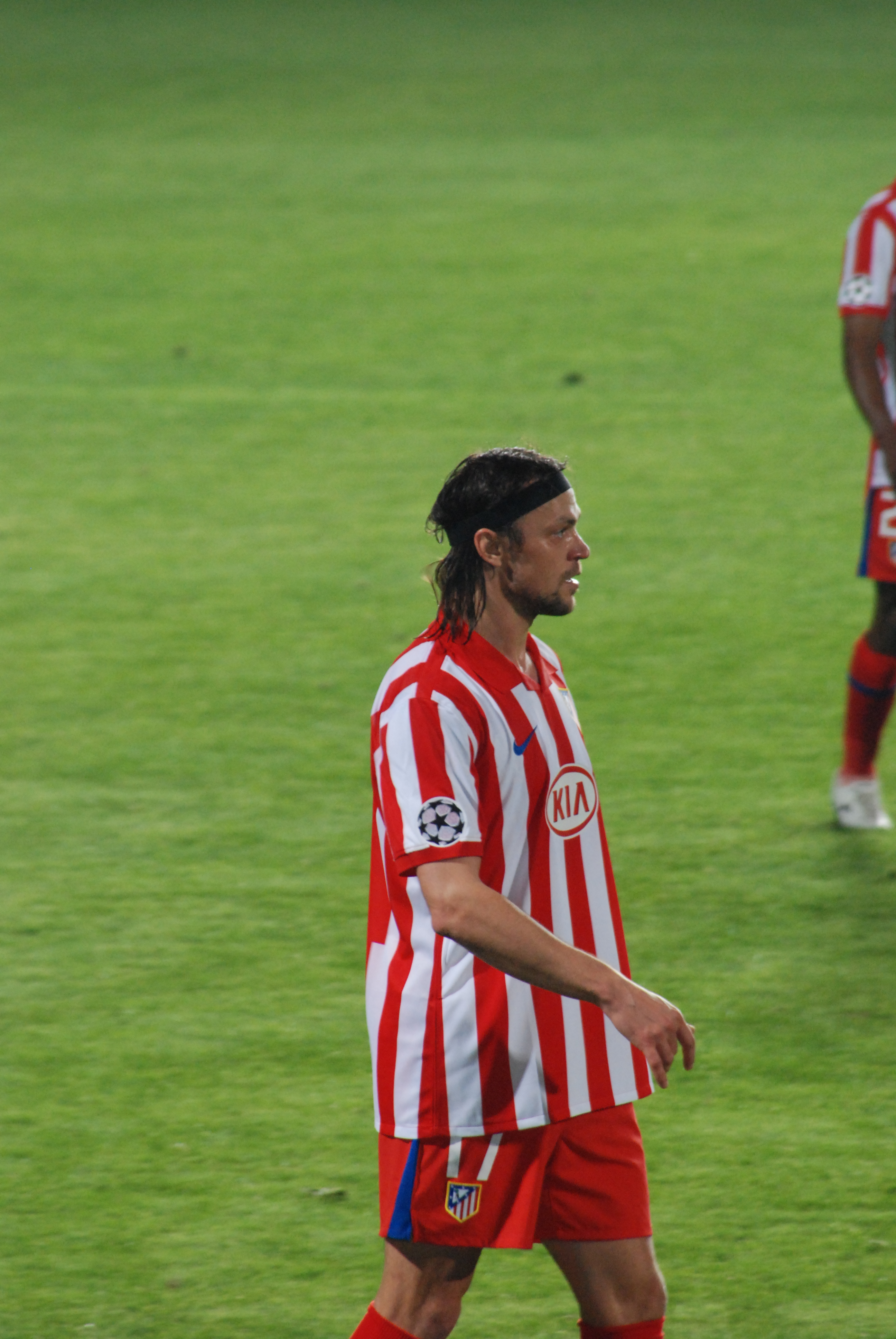
Tomáš Ujfaluši con el Atlético de Madrid

Ujfaluši, cuya familia es de origen húngaro, inició su carrera profesional en el Sigma Olomouc en 1996, tras haber jugado en las categorías juveniles del TJ Rymarov. Tras cuatro temporadas en las que jugó 82 partidos y marcó 3 tantos fue transferido al Hamburgo en diciembre del año 2000 por 50 millones de coronas checas -aproximadamente 2 millones de euros-. Allí jugó otras tres temporadas y media.

### Fiorentina
Después de jugar en la Eurocopa de Portugal fue vendido a la Fiorentina por una cantidad comprendida entre 6 y 7 millones de euros. Allí llegó a ser el segundo capitán del conjunto toscano. Aunque su posición habitual con su selección era la de central, en el equipo italiano jugó habitualmente de lateral derecho.

### Atlético de Madrid
Su contrato con el club italiano terminó en junio de 2008 y fichó por el Atlético de Madrid, club que no tuvo que pagar por su adquisición. Ujfaluši firmó un contrato por tres temporadas. El fichaje vino acompañado por la polémica, ya que el Sevilla FC también anduvo detrás del jugador, con el que llegó a firmar un precontrato. La polémica vino precedida de varios desencuentros entre los clubes. El 24 de septiembre de 2009 el Juzgado número 2 de lo Social de Sevilla le condenó a pagar a la entidad nervionense 875.000€ más intereses.
Tras una primera temporada en el equipo colchonero en la que ayudó al equipo a clasificarse por segundo año consecutivo a la Liga de Campeones llegó la segunda temporada en la que levantó su primer título como atlético y el primer título internacional de su carrera. El 12 de mayo de 2010 se proclamó campeón de la Europa League, competición a la que había accedido el club tras su eliminación de la Liga de Campeones, derrotando en la final al Fulham por dos goles a uno. La siguiente temporada, 2010-11, no pudo comenzar mejor pues el 27 de agosto de 2010 consiguió su segundo título como atlético al ganar la Supercopa de Europa al Inter de Milán por dos goles a cero, aunque finalmente tuvo que abandonar España al finalizar la temporada debido a la campaña orquestada por la prensa en su contra por una entrada sobre Leo Messi en un partido frente al FC Barcelona. En el Atlético de Madrid jugó de defensa, alternando las posiciones de central y lateral derecho.

### Galatasaray
El 20 de junio de 2011, fichó por el Galatasaray turco poniendo punto final a su etapa como jugador rojiblanco.
El 11 de septiembre de 2011 debutó con el Galatasaray en la derrota por dos a cero ante el Belediyespor en el partido correspondiente a la primera jornada de Liga. El 5 de marzo de 2012 anotó su primer gol con el Galatasaray SK en la victoria por cero a cuatro ante el Sivasspor en el partido correspondiente a la vigesimonovena jornada de Liga. El 12 de mayo se proclamó campeón de la Superliga de Turquía al empatar a cero el último partido frente al Fenerbahçe que marchaba segundo. En este partido, Ujfaluši fue expulsado en el minuto 80 por doble amonestación y dejó a su equipo con 10 que también se enfrentaba a 10 jugadores pues el Fenerbahçe también había sufrido una expulsión en el minuto 65.
La temporada 2012-13 comenzó con la consecución de la Supercopa de Turquía al vencer al Fenerbahce, campeón de Copa en 2012, por dos a tres. Durante esa temporada, el Galatasaray se proclamó de nuevo campeón de Liga. La participación de Ujfalusi en la obtención del título fue escasa pues una lesión sólo le permitió disputar dos partidos.

### Sparta de Praga
Tras una temporada en la que apenas jugó con el equipo turco debido a la lesión, durante el verano de 2013 fichó por el Sparta de Praga de la Liga de Fútbol de la República Checa. Debutó con el equipo checo el 24 de septiembre de 2013 en la Copa de la República Checa frente al Zlín. Ujfaluši fue titular y su equipó venció al rival por cero a uno.
El problema debido a su lesión de rodilla no se solucionó del todo y apenas pudo disputar partidos con el equipo checo. Tras consultarlo con el médico la única solución era una nueva operación pero Ujfaluši prefirió no realizarla y retirarse del fútbol.

## Selección nacional
Fue internacional con la República Checa en 78 ocasiones desde que debutó contra Macedonia el 28 de febrero de 2001.
Marcó dos goles y fue titular en la Eurocopa de Portugal. En la Copa del Mundo de 2006 Ujfaluši jugó dos partidos disputando 154 minutos. Volvió a ser titular habitual en la Eurocopa de Austria y Suiza y fue nombrado mejor jugador del partido inaugural ante Suiza. También fue nombrado tercer mejor jugador checo del año 2008.
El 8 de abril de 2009 fue expulsado de la Selección nacional tras pasar una noche de fiesta junto a otros compañeros de la selección y unas prostitutas, después de haber perdido un partido para la clasificación del Mundial de Sudáfrica de 2010 ante Eslovaquia. Fue capitán de la selección checa desde el 27 de mayo de 2008 hasta el momento de su expulsión.

## Estadísticas

### Clubes
- Actualizado el 6 de noviembre de 2013.:[10]

| Club | Div           | Temporada     | Liga  | Liga  | Copas nacionales(1) | Copas nacionales(1) | Torneos internacionales(2) | Torneos internacionales(2) | Total | Total | Media goleadora |
| Club | Div           | Temporada     | Part. | Goles | Part.               | Goles               | Part.                      | Goles                      | Part. | Goles | Media goleadora |
| --- | ------------- | ------------- | ----- | ----- | ------------------- | ------------------- | -------------------------- | -------------------------- | ----- | ----- | --------------- |
| Sigma Olomouc · República Checa |               |               |       |       |                     |                     |                            |                            |       |       |                 |
| 1.ª | 1996-97       | 18            | 1     |       |                     | -                   | -                          | 18                         | 1     | 0,06  |                 |
| 1.ª | 1997-98       | 11            | 2     |       |                     | -                   | -                          | 11                         | 2     | 0,18  |                 |
| 1.ª | 1998-99       | 28            | 1     |       |                     | -                   | -                          | 28                         | 1     | 0,04  |                 |
| 1.ª | 1999-00       | 29            | 0     |       |                     | -                   | -                          | 29                         | 0     | 0     |                 |
| 1.ª | 2000-01       | 14            | 0     |       |                     | -                   | -                          | 14                         | 0     | 0     |                 |
| Total club | Total club    | 100           | 4     |       |                     | -                   | -                          | 100                        | 4     | 0,04  |                 |
| Hamburgo · Alemania |               |               |       |       |                     |                     |                            |                            |       |       |                 |
| 1.ª | 2000-01       | 19            | 0     |       |                     |                     |                            | 19                         | 0     | 0     |                 |
| 1.ª | 2001-02       | 29            | 0     |       |                     | -                   | -                          | 29                         | 0     | 0     |                 |
| 1.ª | 2002-03       | 31            | 2     |       |                     | -                   | -                          | 31                         | 2     | 0,06  |                 |
| Total club | Total club    | 79            | 2     |       |                     | -                   | -                          | 79                         | 2     | 0,03  |                 |
| Fiorentina · Italia |               |               |       |       |                     |                     |                            |                            |       |       |                 |
| 1.ª | 2004-05       | 28            | 0     |       |                     | -                   | -                          | 28                         | 0     | 0     |                 |
| 1.ª | 2005-06       | 36            | 1     |       |                     | -                   | -                          | 36                         | 1     | 0,03  |                 |
| 1.ª | 2006-07       | 31            | 1     |       |                     | -                   | -                          | 31                         | 1     | 0,03  |                 |
| 1.ª | 2007-08       | 28            | 0     |       |                     | -                   | -                          | 28                         | 0     | 0     |                 |
| Total club | Total club    | 123           | 2     |       |                     | -                   | -                          | 123                        | 4     | 0,02  |                 |
| Atlético de Madrid · España |               |               |       |       |                     |                     |                            |                            |       |       |                 |
| 1.ª | 2008-09       | 27            | 0     | 1     | 1                   | 4                   | 0                          | 32                         | 1     | 0,03  |                 |
| 1.ª | 2009-10       | 33            | 0     | 9     | 1                   | 12                  | 0                          | 54                         | 1     | 0,02  |                 |
| 1.ª | 2010-11       | 32            | 0     | 5     | 0                   | 5                   | 0                          | 41                         | 0     | 0     |                 |
| Total club | Total club    | 92            | 0     | 15    | 2                   | 21                  | 0                          | 128                        | 2     | 0,02  |                 |
| Galatasaray Turquía |               |               |       |       |                     |                     |                            |                            |       |       |                 |
| 1.ª | 2011-12       | 38            | 1     | 1     | 0                   | -                   | -                          | 39                         | 1     | 0,03  |                 |
| 1.ª | 2012-13       | 2             | 0     | 0     | 0                   | 0                   | 0                          | 2                          | 0     | 0     |                 |
| Total club | Total club    | 40            | 1     | 1     | 0                   | 0                   | 0                          | 41                         | 1     | 0,02  |                 |
| Sparta Praga · República Checa |               |               |       |       |                     |                     |                            |                            |       |       |                 |
| 1.ª | 2013-14       | 0             | 0     | 2     | 0                   | -                   | -                          | 2                          | 0     | 0     |                 |
| Total club | Total club    | 0             | 0     | 2     | 0                   | -                   | -                          | 2                          | 0     | 0     |                 |
| Total carrera | Total carrera | Total carrera | 460   | 9     | 18                  | 2                   | 21                         | 0                          | 505   | 11    | 0,02            |
| (1) Incluye datos de Copa del Rey (2008-11); Copa de Turquía (2011-12); Copa Checa (2013-14). (2) Incluye datos de Liga de Campeones (2008-09); Europa League (2009-11); Supercopa de Europa (2010). |               |               |       |       |                     |                     |                            |                            |       |       |                 |

### Selecciones

#### Participaciones en fases finales
| Competición                    | Categoría | Sede            | Resultado     | Partidos | Goles |
| ------------------------------ | --------- | --------------- | ------------- | -------- | ----- |
| Eurocopa 2004                  | Absoluta  | Portugal        | Tercer puesto | 4        | 0     |
| Copa Mundial de Fútbol de 2006 | Absoluta  | Alemania        | Primera fase  | 2        | 0     |
| Eurocopa 2008                  | Absoluta  | Austria y Suiza | Primera fase  | 3        | 0     |
| Total                          | –         | –               | –             | 9        | 0     |

## Palmarés

### Títulos nacionales
| Título               | Club        | País     | Año  |
| -------------------- | ----------- | -------- | ---- |
| Copa de la Liga      | Hamburgo SV | Alemania | 2003 |
| Superliga de Turquía | Galatasaray | Turquía  | 2012 |
| Supercopa de Turquía | Galatasaray | Turquía  | 2012 |
| Superliga de Turquía | Galatasaray | Turquía  | 2013 |

### Títulos internacionales
| Título              | Club               | País   | Año  |
| ------------------- | ------------------ | ------ | ---- |
| UEFA Europa League  | Atlético de Madrid | España | 2010 |
| Supercopa de Europa | Atlético de Madrid | España | 2010 |

### Distinciones individuales
| Distinción                                     | Año  |
| ---------------------------------------------- | ---- |
| Jugador del partido inaugural de la Eurocopa   | 2008 |
| Mejor defensor en la historia de la Fiorentina | 2016 |